# Republička nogometna liga Bosne i Hercegovine (1946)
Republička nogometna liga Bosne i Hercegovine (1946) (bośn. Republička nogometna liga NR Bosne i Hercegovine) – nieoficjalna 22. edycja najwyższych w hierarchii rozgrywek ligowych bośniackiej klubowej piłki nożnej. Liga została zorganizowana przez Okręgowy Związek Piłki Nożnej w Sarajewie (bosn. Sarajevski Podsavez). Rozgrywki toczyły się w 6 regionach i występowało w nich 19 drużyn. Tytuł mistrza zdobyła drużyna Željezničar.

## Wyniki

### Grupa Północna

#### Region Banja Luka

##### Pierwsza runda
| Drużyna 1                            | Wynik dwumeczu | Drużyna 2                | Pierwszy mecz | Drugi mecz |
| ------------------------------------ | -------------- | ------------------------ | ------------- | ---------- |
| Borac Banja Luka                     | 14:3           | Sloboda Bosanski Novi    | 7:1           | 7:2        |
| Kozara Banja Luka                    | 8:4            | Kozara Bosanska Gradiška | 1:1           | 7:3        |
| Po lewej gospodarz pierwszego meczu. |                |                          |               |            |

##### Druga runda
| Drużyna 1                            | Wynik dwumeczu | Drużyna 2         | Pierwszy mecz | Drugi mecz |
| ------------------------------------ | -------------- | ----------------- | ------------- | ---------- |
| Borac Banja Luka                     | 10:2           | Kozara Banja Luka | 9:2           | 1:0        |
| Po lewej gospodarz pierwszego meczu. |                |                   |               |            |

##### Trzecia runda
| Drużyna 1                            | Wynik dwumeczu | Drużyna 2        | Pierwszy mecz | Drugi mecz |
| ------------------------------------ | -------------- | ---------------- | ------------- | ---------- |
| Borac Bosanska Dubica                | 0:7            | Borac Banja Luka | 0:2           | 0:5        |
| Po lewej gospodarz pierwszego meczu. |                |                  |               |            |

#### Region Bihać
1. Jedinstvo Bihać

#### Region Doboj
1. Proleter Teslić

#### Region Tuzla

##### Pierwsza runda
| Drużyna 1     | Wynik | Drużyna 2       |
| ------------- | ----- | --------------- |
| Sloboda Tuzla | 12:0  | Kemičar Lukavac |

##### Druga runda
| Drużyna 1        | Wynik | Drużyna 2       |
| ---------------- | ----- | --------------- |
| Radnik Bijeljina | 2:0   | Hajduk Orašje   |
| Sloboda Tuzla    | 10:0  | Jedinstvo Tuzla |

##### Półfinały
| Drużyna 1           | Wynik | Drużyna 2       |
| ------------------- | ----- | --------------- |
| Sloboda Tuzla       | 9:1   | Drina Zvornik   |
| Borac Bosanki Šamac | 2:1   | Radnik Bijeljia |

##### Finał
| Drużyna 1                            | Wynik dwumeczu | Drużyna 2     | Pierwszy mecz | Drugi mecz |
| ------------------------------------ | -------------- | ------------- | ------------- | ---------- |
| Borac Bosanki Šamac                  | 4:7            | Sloboda Tuzla | 2:2           | 2:5        |
| Po lewej gospodarz pierwszego meczu. |                |               |               |            |

#### Półfinały regionów
| Drużyna 1                            | Wynik dwumeczu | Drużyna 2        | Pierwszy mecz | Drugi mecz |
| ------------------------------------ | -------------- | ---------------- | ------------- | ---------- |
| Jedinstvo Bihać                      | 1:10           | Borac Banja Luka | 1:3           | 0:7        |
| Sloboda Tuzla                        | 5:1            | Proleter Teslić  | 3:1           | 2:1        |
| Po lewej gospodarz pierwszego meczu. |                |                  |               |            |

#### Finał regionów
| Drużyna 1                            | Wynik dwumeczu | Drużyna 2     | Pierwszy mecz | Drugi mecz |
| ------------------------------------ | -------------- | ------------- | ------------- | ---------- |
| Borac Banja Luka                     | 3:1            | Sloboda Tuzla | 1:0           | 2:1        |
| Po lewej gospodarz pierwszego meczu. |                |               |               |            |

### Grupa Południowa

#### miasto Sarajewo
|   | Klub        | M | Z | R | P | Br+ | Br− | Br+/− | Pkt | Uwagi           |
| 1 | Željezničar | 4 | 4 | 0 | 0 | 10  | 2   | 8     | 8   | Awans do finału |
| 2 | Sloboda     | 4 | 1 | 1 | 2 | 4   | 6   | -2    | 3   |                 |
| 3 | Udarnik     | 4 | 0 | 1 | 3 | 2   | 8   | -6    | 1   |                 |

#### Region Hercegowina
|   | Klub               | M | Z | R | P | Br+ | Br− | Br+/− | Pkt | Uwagi           |
| 1 | Velež Mostar       |   |   |   |   |     |     |       |     | Awans do finału |
| 2 | Jedinstvo Trebinje |   |   |   |   | 18  | 7   | 11    | 10  |                 |
|   | Borac Čapljina     |   |   |   |   |     |     |       |     |                 |
|   | Snaga Mostar       |   |   |   |   |     |     |       |     |                 |
| 1 | Nono Belša Konjic  |   |   |   |   |     |     |       |     |                 |

### Tabela końcowa Bośni i Hercegowiny
|   | Klub             | M | Z | R | P | Br+ | Br− | Br+/− | Pkt | Uwagi  |
| 1 | Željezničar      | 4 | 2 | 1 | 1 | 4   | 3   | 1     | 5   | Mistrz |
| 2 | Borac Banja Luka | 4 | 2 | 1 | 1 | 6   | 5   | 1     | 5   |        |
| 3 | Velež Mostar     | 4 | 2 | 0 | 2 | 4   | 6   | -2    | 4   |        |

FK Željezničar zakwalifikował się do Pierwszej ligi Jugosławii sezonu 1946/47.